# Jan Fischer
Jan Fischer (Praag, 2 januari 1951) was van 8 mei 2009 tot 28 juni 2010 premier van Tsjechië. Daarvoor stond deze statisticus aan het hoofd van het Tsjechische Statistisch Bureau.
Fischer studeerde in 1974 af in statistiek and econometrie. Hij ging daarna aan de slag bij het Tsjecho-Slowaakse Statistisch Bureau, waarvan hij in 1990 vicevoorzitter werd. Na de splitsing van het land behield hij deze positie, nu aan het Tsjechische Statistisch Bureau. In 1999 greep hij naast de promotie tot voorzitter, een functie die hij in 2003 alsnog kon opnemen.
Nadat de regering van Mirek Topolánek op 24 maart 2009 een vertrouwensstemming verloor, geraakte Tsjechië in een politieke impasse, en dat halverwege de periode dat het land het Europese voorzitterschap waarnam. De partijloze Fischer werd als kandidaat-premier naar voor geschoven en zowel de uittredende regeringspartij als de oppositie gingen hiermee akkoord. Hij trad in functie op 8 mei 2009 in afwachting van verkiezingen in oktober. Uiteindelijk vonden de verkiezingen pas plaats op 28 en 29 mei 2010, waardoor hij ruim een jaar premier bleef.
Van 1980 tot de Fluwelen Revolutie in 1989 was hij lid van de Communistische Partij van Tsjecho-Slowakije, daarna bleef hij partijloos.